# I'd Come for You
I'd Come for You è un singolo del gruppo rock canadese Nickelback, pubblicato nel 2009 ed estratto dall'album Dark Horse.

## Video
Come per altri videoclip del gruppo, la regia è stata affidata a Nigel Dick.

## Tracce
- Download digitale

1. I'd Come For You (Album Version)
2. I'd Come For You (Edit)